# Trapelus agilis
Espèce
Synonymes
- Agama agilis Olivier, 1807
- Agama isolepis Boulenger, 1885
- Agama kirmanensis Nikolsky, 1899
- Agama kirmanensis var. brevicauda Nikolsky, 1907

Trapelus agilis est une espèce de sauriens de la famille des Agamidae.

## Répartition
Cette espèce se rencontre en Irak, en Iran, au Pakistan, en Inde, en Afghanistan, au Turkménistan, en Ouzbékistan, au Tadjikistan, au Kazakhstan, en Russie et en République populaire de Chine. 

## Liste des sous-espèces
Selon The Reptile Database (18 mai 2012) :
- Trapelus agilis agilis (Olivier, 1807)
- Trapelus agilis isolepis (Boulenger, 1885)
- Trapelus agilis khuzistanensis Rastegar-Pouyani, 1999
- Trapelus agilis pakistanensis Rastegar-Pouyani, 1999

## Publications originales
- Boulenger, 1885 : Catalogue of the lizards in the British Museum (Natural History) I. Geckonidae, Eublepharidae, Uroplatidae, Pygopodidae, Agamidae, Second edition, London, vol. 1, p. 1-436 (texte intégral).
- Olivier, 1807 : Voyage dans l'Empire Othoman, l'Égypte et la Perse. Henri Agasse, Paris, vol. 4, p. 1-456 (texte intégral)..
- Rastegar-Pouyani, 1999 : Two new subspecies of Trapelus agilis complex (Sauria: Agamidae) from lowland southwestern Iran and southeastern Pakistan. Asiatic Herpetological Research, vol. 8, p. 90-101 (texte intégral).